# Takashi Uemura
Takashi Uemura (上村 崇士 Uemura Takashi?, nacido el 2 de diciembre de 1973 en Osaka) es un exfutbolista japonés. Jugaba de delantero y su último club fue el JEF United Ichihara de Japón.

## Trayectoria

### Clubes
| Club                | País  | Año         |
| ------------------- | ----- | ----------- |
| Yokohama Flügels    | Japón | 1992 - 1994 |
| Vissel Kobe         | Japón | 1995 - 1996 |
| Sagan Tosu          | Japón | 1997 - 1998 |
| Kawasaki Frontale   | Japón | 1999        |
| Cerezo Osaka        | Japón | 2000        |
| JEF United Ichihara | Japón | 2001 - 2002 |

## Palmarés

### Títulos nacionales
| Título             | Club              | País  | Año  |
| ------------------ | ----------------- | ----- | ---- |
| Copa del Emperador | Yokohama Flügels  | Japón | 1993 |
| J2 League          | Kawasaki Frontale | Japón | 1999 |